# Air Europe
Ne doit pas être confondue avec compagnie aérienne britannique Air Europe (Royaume-Uni) ou avec la compagnie aérienne espagnole Air Europa

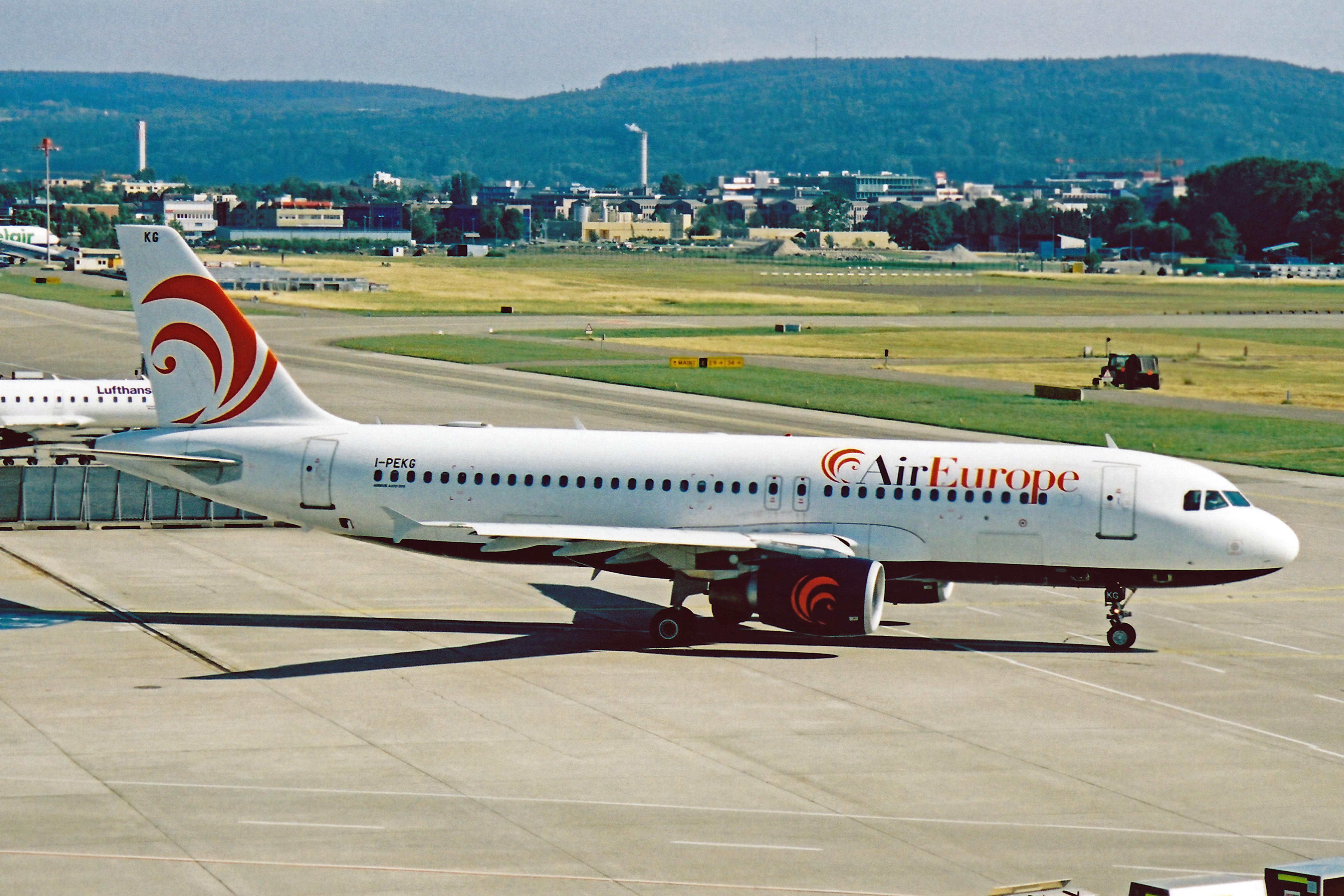
Airbus A320 d'Air Europe

Air Europe (nom officiel Volare SpA code AITA : VE ; code OACI : VLE) était une compagnie aérienne italienne faisant partie de la société Volare S.p.A.. Elle était basée à l'aéroport de Milan Malpensa et a été rachetée par la Compagnie aérienne italienne, dans le cadre de la nouvelle Alitalia fin 2008.

## Histoire
Elle a cessé provisoirement ses activités en novembre 2004 et les a reprises en 2005, en même temps que VolareWeb, sa maison-mère.
Les vols ne peuvent être achetés qu'auprès du central téléphonique ou sur Internet.

## Réseau
Routes Air Europe, Été 2008 (avant la fusion en CAI)
1. Milano Malpensa ↔ Cancún (CUN)
2. Milano Malpensa ↔ Colombo (CMB)
3. Milano Malpensa ↔ Fortaleza (FOR)
4. Milano Malpensa ↔ La Havane (HAV)
5. Milano Malpensa ↔ Malé (MLE)
6. Milano Malpensa ↔ Maurice (MRU)
7. Milano Malpensa ↔ Montego Bay (MBJ)
8. Milano Malpensa ↔ Natal (NAT)

## Flotte
La compagnie possédait un Boeing 767-3Q8(ER) I-VIMQ (2008), dernier vol vers l'île Maurice en décembre 2008.